# Freycinetia sarawakensis
Freycinetia sarawakensis är en enhjärtbladig växtart som beskrevs av Ugolino Martelli. Freycinetia sarawakensis ingår i släktet Freycinetia och familjen Pandanaceae. Inga underarter finns listade.